# Elena Caragiu
Elena Caragiu (n. Bichman) (n. 18 septembrie 1937, București, România - d. 14 noiembrie 2024, Charlotte, Carolina de Nord, Statele Unite ale Americii  ) a fost o actriță și scriitoare de origine română născută pe 18 septembrie 1937, într-o familie de intelectuali din București. Mama sa, Elisa Ungureanu, era creștină romano-catolică, iar tatăl, Herman, provenea dintr-o familie de evrei ucraineni cu proprietăți în Focșani. Este de etnie evreiască după tată, care era ateu. Elena a fost botezată ca creștină romano-catolică și a urmat școala catolică Pitar Mosi din București. După terminarea liceului, a urmat Facultatea de Geologie la Universitatea din București.
În 1959 s-a căsătorit cu actorul și dramaturgul Paul Ioachim, după ce în 1958 își realizase visul de a intra la Institutul de Arte (IATC), pe care l-a absolvit în 1962. Înainte de a lua repartiția la Ploiești și de a-l întâlni pe Toma, Elena a jucat roluri principale la București , ca urmare al succesului cu filmul Porto Franco (rolul Evantia): în 1962,  Olguța, în „Sonet pentru o Păpușe”,regia Lucian Giurchescu Teatrul „C. Nottara"; 1964, rolul principal în  "Băiat bun dar cu lipsuri" Teatrul Giulești, apoi "Insula" de M. Sebastian la Tetrul de Comedie, etc.
Repartizată la "Teatrul din Ploiești" în 1963, a început repetițiile în regia lui Valeriu Moisescu la două piese, cu actorul Toma Caragiu, care era directorul teatrului. Repetițiile au stârnit o puternică pasiune, care l-a făcut pe Toma Caragiu să divorțeze de actrița Maria Bondar. După un an, Elena a divorțat și ea. Cuplul Elena și Toma Caragiu s-a mutat în București, iar Toma a fost angajat la Teatrul Bulandra.
Între 1967-68, nefiind angajată încă în București, Elena a acceptat solicitarea Teatrului Tineretului din Piatra Neamț, unde a jucat în 1968 rolul Dorotheii din "Vrăjitorul din Oz", Dorina în „Ziariștii” - ambele în regia lui Ion Cojar -, Silvia în „33 de Scrisori anonime” regia Zoe Anghel, etc. Între 1969-1972 a fost angajată la "Teatrul Bulandra", unde a jucat Regina în „Strigoii” de Henrik Ibsen, regia Marietta Sadova, Jenea în „Valentin și Valentina”, de Aleksei Arbuzov, regia Adrian Georgescu, precum și în "Spectacolul de Muzică și Poezie" alături de Florian Pittiș și Ion Caramitru, în regia lui Valeriu Moisescu. Repetițiile întrerupte la "A Douăsprezecea Noapte" de Shakespeare, din cauza bolii regizorului Aureliu Manea, au făcut ca acest proiect să se  termine pe scena Teatrului Național din Cluj-Napoca. În 1973 a jucat rolul Violei în "A Douăsprezecea Noapte", apoi pe acela al văduvei din "Poveste Vietnameză", precum și rolul Veta din  "O Noapte furtunoasă" de Caragiale, în regia lui A. Manea. 
În 1975,  după o serie de întreruperi în activitatea teatrală că urmare a unui contract cu un disc la Paris, în 1975-76 a jucat pe scena "Teatrului Național Craiova" rolul Lady Macbeth în „Macbeth” de Shakespeare, regia Florica Mălureanu.
În 1977, la șase luni de la tragicul deces al lui Toma Caragiu în cutremurul din 4 Martie, Elena părăsește singură țara, îndreptându-se cu mașina spre Paris, unde își continuă cariera începută din anii 70' sub numele de Helene Cara, cu un disc (single) în franceză după cântecele Mariei Tănase.
În 1978 lucrează cu compozitorii Michel Phillipe Gerard și Vladimir Cosma. În același an (1978), Helene Cara  scrie la Paris un one woman show despre emigrație după poemele lui Bertolt Brecht pe muzica lui Kurt Weill:" Chassee de Sept pays". Reprezentațiile la Thetre de l'Atelier au fost întrerupte de sosirea vizei sale de emigrație în America. 
Pe 21 iunie 1978 Elena ajunge singură la New York. Vărul ei medic, care o sponsoriza, murise de atac de cord la scurt timp înainte de sosirea ei. Căutând de lucru la Asociația Actorilor pe Broadway, cunoaște din întâmplare o regizoare și directoare de teatru, Bridget Cusack, căreia i-a plăcut manuscriptul show-ului scris la Paris. L-a tradus în engleză, i-a propus lui Helene Cara să schimbe titlul show-ului in "B.B." (Bertolt Brecht) și să înceapă repetițiile la teatrul său din New York -Academy Arts Theatre. Spectacolul (după "o poveste reală") a avut o primire emoționantă și s-a jucat cu casa închisă câteva luni, având numeroase cronici în N.Y. Times, Daily News, etc. Helene Cara a fost acceptată imediat în Actor's Equity, AFTRA și Screen Actor's Guild, cu un premiu pentru cel mai bun spectacol despre emigrație. Următorul rol, la același teatru, a fost unguroaica Mitzi în "A murder is announced"de Agatha Christie.  
Viata lui Helene Cara  la New York a inflorit cu roluri principale in filmele: "Italian Movie" cu Dennis Farina si Rita Moreno(Isabella, sora Ritei Moreno), apoi "Side Streets" și "Sweet taste of Haven" regia Tony Gerber (regia Tony Gerber).
În 1981 Helene a produs și a jucat timp de doi ani în show-ul TV "The Cymelia Show" pe Ch. 10 New York. Cronicile și rating-ul au fost excelente. 
În 1979 Helene cunoscuse un tânăr inginer român cu nume american, John Chester, stabilit la New York din 1976. S-au împrietenit de la început si încetul cu încetul prietenia lor s-a transformat in dragoste. După câțiva  ani, au cumpărat împreună o casă pe locul unde a fost festivalul de muzică de la Woodstock, la o oră de New York. S-au căsătorit îi 1982 în Bahamas; Helene Cara a devenit Helene Cara Chester, numele legal obținut la cetățenia americană acordată în 1984.
Din păcate, stresul adaptării si depresia latenta dupa tragedia cutremurului s-au accentuat. Oboseala excesiva a dus curand la diagnosticarea ca PTD, o boală serioasă care trebuia prevenită cu repaus si liniște. După neașteptatul ei succes rapid, Helene a trebuit să refuze un turneu național cu un rol principal pe Broadway în musicalul "Candide". Doctorii au prescris repaus și liniște. Helene și John se mută din New York la Woodstock Bethel.
După trei ani de repaus și ameliorare a sănătății, Helene si John deschid o agenție de Real Estate "2000 Homes Realty Inc.", iar in 2004 Helene primește "The Ronald Reagan Gold Medal" as Business Woman of the Year (Wall Street Journal, 2004).
În 2002, Helene descoperă că în România ziarul "Libertatea" declara ca Elena Caragiu a fost ucisă de un psihopat într-un bar din New York unde ghicea in cărți. Pentru a dovedi că este în viață, Elena s-a hotărât sa se reîntoarcă într-o scurtă vizită în România.
În 2008, Elena a revenit în România după 31 de ani. Împreună cu un grup de actori, scriitori și regizori (Radu Beligan, Ion Cocora, Petre Bokor, Horatiu Malaele etc.), a înființat Asociația Toma Caragiu pentru a înființa o Casă Memorială în memoria marelui actor. Cu această ocazie a lansat și propria ei carte, "O simplă Vizită", care povestește marea lor iubire si elucidează multe "povesti" inventate după plecarea ei. Exprimându-și intenția de a inaugura "Casa Memorială Toma Caragiu" pe locul vechii case care nu i se mai putea retroceda, primarul din Periș s-a oferit să-i dea un teren lângă gară, în parcul "Toma Caragiu". În  2013 s-a turnat fundatia, pe baza planurilor înmânate de Helene/Elena primăriei încă din 2009. Din păcate, din lipsă de timp, precum si în urma pierderii unor sponsori, lucrările au trebuit amânate pana in 2015-2016. După terminarea tezei de Doctorat in 2016, Elena va reveni în România si va reincepe înălțarea acestei case, pe fundația existenta la Paris. Obstacole birocratice ridicate in 2011 de Ministerul Culturii București au făcut ca Asociația Toma Caragiu să hotărască să schimbe numele Casei Memoriale în "Centrul de Comedie Toma Caragiu." Acest centru va găzdui în fiecare an  (August 21-28) festivalul “Soparlitza” cu premii pentru cei mai buni actori de comedie ai anului.

## Teatru
- Sonet pentru o păpușă, Teatrul Nottara București
- Baiat bun dar... cu lipsuri, Teatrul Giulești București
- Vrăjitorul din Oz, Baum, TTPN
- Duelul, TTPN
- 33 de Scrisori Anonime, Teatrul tineretului Piatra Neamț (TTPN)
- Valentin și Valentina, Teatrul Bulandra
- Strigoii, Henrik Ibsen, Teatrul Bulandra Bucuresti
- A Douăsprezecea noapte, Teatrul national Cluj
- Macbeth, Teatrul National Craiova
- Spectacol de Muzica si Poezie, teatrul Bulandra
- O noapte furtunoasă Caragiale, Cluj
- Chassee de sept pays, Brecht/ Weill , Paris/ B.B.Brecht/Weill New York
- A murder is announced, Agatha Christie, N.Y.

## Filmografie
- Porto-Franco (1961) debut, ca Evantia, regia Paul Călinescu
- Serbările galante (1965), regia René Clair
- Subteranul (1967)
- Arta Comediei (TV) (1966) - învățătoarea nebună, regia Bocanet
- Răpirea fecioarelor (1968)
- K.O. (1968) - tov. Ionescu
- Brigada Diverse în alertă! (1971) - doamna Simion
- Ziariștii (1972) - Marcela
- Căsătorie periculoasă (1973), TV, regia A. Bocanet
- Un August în flăcări (1974), regia Vitanidis
- Premiera (1976) - actrița Gina Ene
- Sweet taste of Heaven (1979), regia Tony Gerber
- Italian Story (1981), regia Monticello
- Side Streets (1983), regia Tony Gerber NYC
- Law & Order (1994), TV, Nadia, secretară rusă